# فيرغوس تومسون
فيرغوس تومسون (بالإنجليزية: Fergus Thomson)‏ هو لاعب اتحاد الرغبي بريطاني، ولد في 18 أكتوبر 1983 في دندي في المملكة المتحدة.

## وصلات خارجية
- فيرغوس تومسون عل موقع إسبنسكروم (الإنجليزية)
- فيرغوس تومسون على موقع ItsRugby.co.uk (الإنجليزية)